# Plaça de la Vila de Sant Celoni
La Plaça de la Vila és una plaça de Sant Celoni (Vallès Oriental) inclosa a l'Inventari del Patrimoni Arquitectònic de Catalunya. Aquesta plaça té una forma un xic rectangular. En un extrem hi ha l'Hostal Suís i a l'altre l'Ajuntament. En ella però també hi ha altres cases d'interès, Can Ramis, cases amb arcs, etc. Està situada en el nucli antic de la vila, aquest manté el Carrer Major com a eix principal. Hi ha altres carrers paral·lels que el configuren com una xarxa octogonal, d'illes generalment allargades, una d'aquestes és la plaça.
Conjunt de cases amb planta baixa i dos pisos. Formades entre parets mitgeres, amb coberta a dues vessants. A la planta baixa sobresurten, per la seva característica, uns arcs de mig punt que formen la porxada que té l'amplada de cada casa. En una casa hi ha una finestra d'arc conopial lobulat transformada en un balcó.